# Sulymiwka (Boryspil, Jahotyn)
Sulymiwka (ukrainisch Сулимівка; russisch Сулимовка Sulimowka) ist ein Dorf im Osten der ukrainischen Oblast Kiew mit etwa 900 Einwohnern (2001).
Das 1714 von Kosaken gegründete Dorf lag bis 1923 in der Pfarrei Jahotyn im Powiat Pyrjatyn des Gouvernement Poltawa, von 1933 bis 1937 im Jahotyn-Bezirk der Oblast Charkiw, von 1938 bis 1954 im Jahotyn-Bezirk in der Oblast Poltawa und seit 1954 gehört es zum Rajon Jahotyn in der Oblast Kiew.

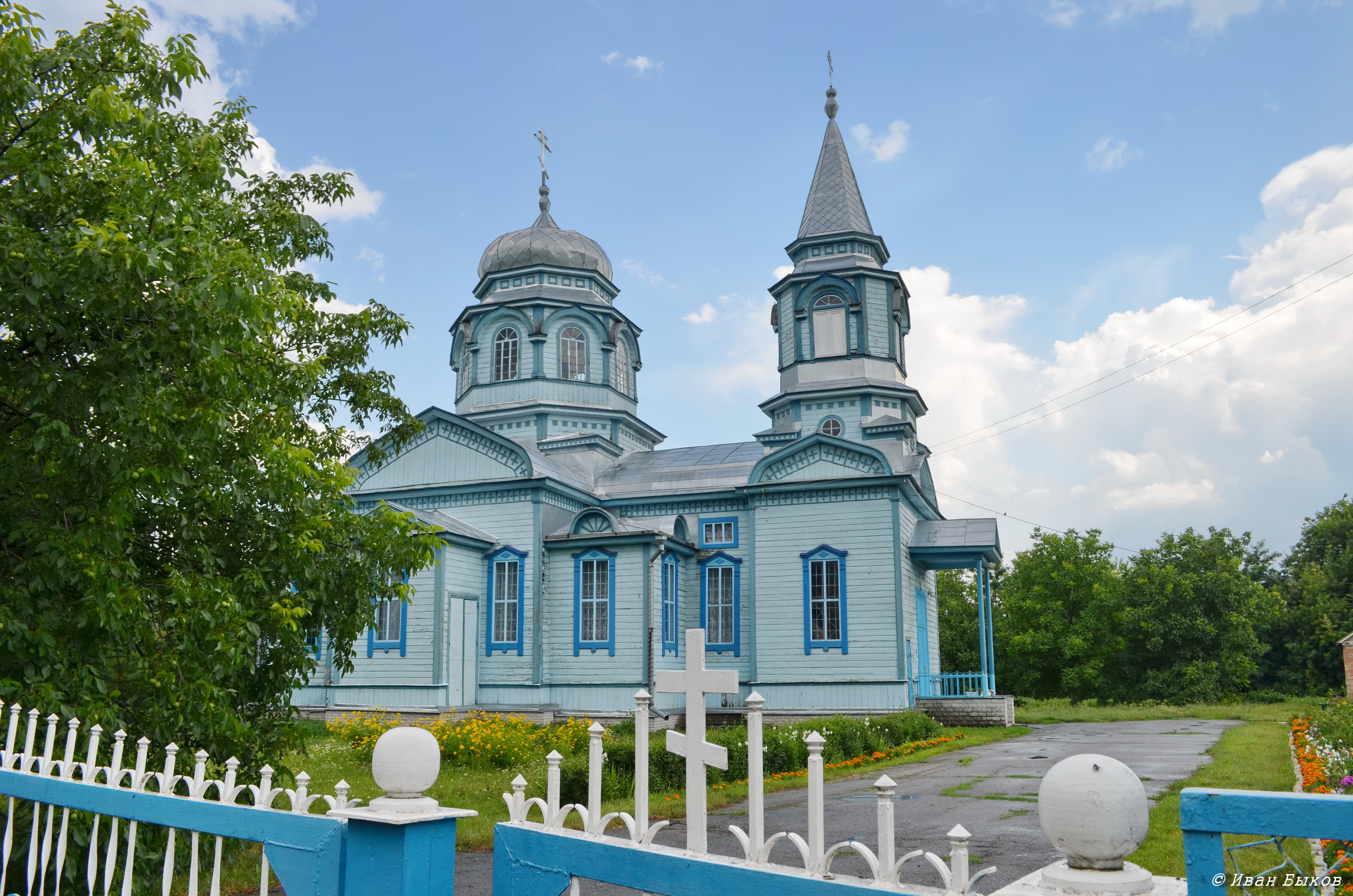
Fürbitte-Kirche von 1905

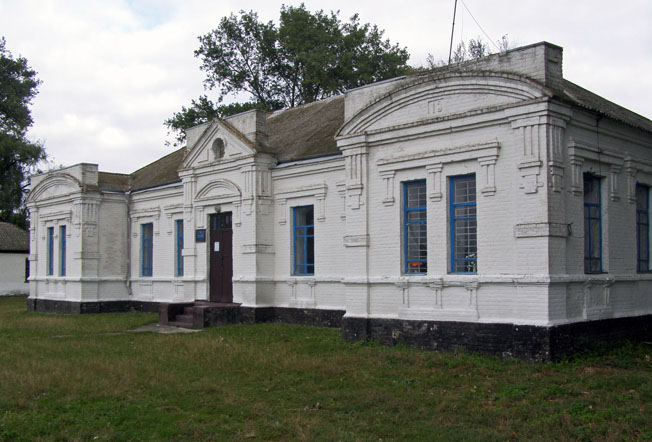
Ehemalige Schule aus dem Jahr 1914

Das Dorf besitzt mit der 1905 im regionalen, traditionellen Kosaken-Baustil errichteten hölzernen Fürbitte-Kirche ein Architekturdenkmal. Außerdem gibt es mit einer 1914 erbauten Schule, die heute als Kasino genutzt wird, ein weiteres altes Gebäude.
Die Ortschaft liegt am etwa 11 km langen Flüsschen Schorawske Osero (Жоравське Озеро), einem Nebenfluss des 29 km langen Sula-Zuflusses Orschyzja (Оржиця).
Sulymiwka befindet sich 16 km östlich vom ehemaligen Rajonzentrum Jahotyn und 118 km östlich vom Oblastzentrum Kiew.
Durch das Dorf verläuft die Territorialstraße T–10–18.
Am 12. Juni 2020 wurde dad Dorf ein Teil der neugegründeten Stadtgemeinde Jahotyn, bis dahin bildete es zusammen mit dem Dorf Boschky (Божки) die gleichnamige Landratsgemeinde Schorawka (Сулимівська сільська рада/Sulymiwska silska rada) im Osten des Rajons Jahotyn.
Am 17. Juli 2020 kam es im Zuge einer großen Rajonsreform zum Anschluss des Rajonsgebietes an den Rajon Boryspil.

## Söhne und Töchter der Ortschaft
- Andrei Krawtschenko (1899–1963); sowjetischer General, zweimaliger Held der Sowjetunion